# 村上和也 (俳優)
村上 和也（むらかみ かずや、1990年5月26日 - ）は、東京都出身の日本の俳優である。ワーサルに所属する。

## 出演

### 映画
- S-最後の警官-奪還 RECOVERY OF OUR FUTURE（2015年）
- 脱脱脱脱17（2016年）- ユウヤ 役
- 彼の秘密（2016年）- 五十嵐晃 役
- サマーオーシャン！（2016年）- 冴島友介 役
- 双頭の龍（2017年）- 堂龍会組員 役
- Girl recruits her God（2017年）- 兵藤 役
- ぞくり。怪談夜話 愛欲の呪い七話（2017年）- 将太 役
- デメキン（2017年）- 萩原 役
- 穴を掘る（2018年）
- ぞくり。怪談夜話 投稿実話物語 怪（2018年）- シンゴ 役
- いぬやしき（2018年）
- 妖怪大戦争 ガーディアンズ（2021年）- 天狗の精鋭 役

### テレビドラマ
- 東京ヴァンパイアホテル episode6（2017年、Amazonプライム・ビデオ）
- 弱虫ペダルSeason2 第10話（2017年、BSスカパー!）
- アイアングランマ2 （2018年、NHK BSプレミアム）- 渡辺 役
- マジムリ学園 第3話（2018年、日本テレビ）- 荒地工業高校生 役
- 戦慄女子（2018年、エンタメ～テレ）- コージ 役
- 大河ドラマ 鎌倉殿の13人（2022年、NHK）

### 舞台
- Linked to～四舎八房より～（2015年）- 佐々木邦夫 役

### PV
- Epidemia 「Gde Rozhdayutsya Rassvety」（露）（2015年）

### WEB
- Lenovo「Lenovo house at Quick Silver」（2016年）- 大輔 役
- JAF 「Omoiyalty Drive ながらスマホはNO!」（2017年）
- VICTAS「I AM NEXT.」（2017年）

### ＣＭ
- マルハン「店長マン篇 パート2」（2017年）
- 明治「きのこの山・たけのこの里 国民総選挙2018 演説」篇（2018年）